# NGC 1401
NGC 1401 (другие обозначения — ESO 482-26, MCG −4-9-42, PGC 13457) — линзообразная галактика с перемычкой (SB0) в созвездии Эридана. Открыта Уильямом Гершелем в 1784 году. Описание Дрейера: «очень тусклый, очень маленький объект круглой формы».
Этот объект входит в число перечисленных в оригинальной редакции «Нового общего каталога».
Галактика NGC 1401 входит в состав группы галактик NGC 1395. В группу входят несколько десятков галактик, в том числе NGC 1315, NGC 1325, NGC 1331, NGC 1332, NGC 1347, NGC 1353, NGC 1371, NGC 1367, NGC 1377, NGC 1385, NGC 1395, NGC 1401, NGC 1414, NGC 1415, NGC 1422, NGC 1426, NGC 1438, NGC 1439, IC 1952, IC 1953, IC 1962.
Линзовидная галактика NGC 1401 обращена к нам краем диска. Визуально и фотографически она выглядит примерно одинаково. В любительский телескоп визуально галактика, хотя невелика и довольно слаба, хорошо видна при большом увеличении как вытянутая, хорошо очерченная полоска света, заостряющаяся к концам и вытянутая в направлении с юго-востока на северо-запад. Из диска слегка выдаётся маленькое округлое ядро. На расстоянии 0,6′ к северу от ядра находится слабая звезда поля. Радиальная скорость: 1401 км/с. Расстояние: 63 млн световых лет. Диаметр: 35 тыс. световых лет.
Морфологический тип по Вокулёру — SB(s)00: sp.